# Rally del Messico 2011
Il Rally del Messico, che si è corso dal 3 al 6 marzo, è stato il secondo della stagione 2011 e ha registrato la vittoria di Sébastien Loeb.

## Risultati

### Classifica
| Pos      | Pilota             | Co-pilota           | Auto               | Tempo     | Distacco | Punti    |
| Generale | Generale           | Generale            | Generale           | Generale  | Generale | Generale |
| -------- | ------------------ | ------------------- | ------------------ | --------- | -------- | -------- |
| 1.       | Sébastien Loeb     | Daniel Elena        | Citroën DS3 WRC    | 3:53:17.0 | 0.0      | 27       |
| 2.       | Mikko Hirvonen     | Jarmo Lehtinen      | Ford Fiesta RS WRC | 3:54:55.4 | 1:38.4   | 21       |
| 3.       | Jari-Matti Latvala | Miikka Anttila      | Ford Fiesta RS WRC | 3:55:40.9 | 2:23.9   | 15       |
| 4.       | Petter Solberg     | Chris Patterson     | Citroën DS3 WRC    | 4:00:35.4 | 7:18.4   | 13       |
| 5.       | Mads Østberg       | Jonas Andersson     | Ford Fiesta RS WRC | 4:02:00.5 | 8:43.5   | 10       |
| 6.       | Henning Solberg    | Ilka Minor          | Ford Fiesta RS WRC | 4:03:07.0 | 9:50.0   | 8        |
| 7.       | Martin Prokop      | Jan Tománek         | Ford Fiesta S2000  | 4:06:52.0 | 13:35.0  | 6        |
| 8.       | Juho Hänninen      | Mikko Markkula      | Škoda Fabia S2000  | 4:08:05.7 | 14:48.7  | 4        |
| 9.       | Federico Villagra  | Jorge Pérez Companc | Ford Fiesta RS WRC | 4:41:34.2 | 48:17.2  | 2        |
| 10.      | Ott Tänak          | Kuldar Sikk         | Ford Fiesta S2000  | 4:46:59.8 | 53:42.8  | 1        |
| SWRC     |                    |                     |                    |           |          |          |
| 1. (7.)  | Martin Prokop      | Jan Tománek         | Ford Fiesta S2000  | 4:06:52.0 | 0.0      | 25       |
| 2. (8.)  | Juho Hänninen      | Mikko Markkula      | Škoda Fabia S2000  | 4:08:05.7 | 1:13.7   | 18       |
| 3. (10.) | Ott Tänak          | Kuldar Sikk         | Ford Fiesta S2000  | 4:46:59.8 | 40:07.8  | 15       |
| 4. (15.) | Karl Kruuda        | Martin Järveoja     | Škoda Fabia S2000  | 5:06:17.4 | 59:25.4  | 12       |

### Prove speciali
| Giorno                 | Prova | Ora   | Nome                     | Lunghezza | Vincitore          | Tempo   | V. media    | Leader del rally |
| ---------------------- | ----- | ----- | ------------------------ | --------- | ------------------ | ------- | ----------- | ---------------- |
| Frazione 1 (3–4 marzo) | PS1   | 20:06 | Guanajuato Street Stage  | 1.05 km   | Petter Solberg     | 0:53.2  | 71.05 km/h  | Petter Solberg   |
| Frazione 1 (3–4 marzo) | PS2   | 08:43 | Alfaro 1                 | 26.01 km  | Sébastien Ogier    | 15:30.7 | 100.61 km/h | Sébastien Ogier  |
| Frazione 1 (3–4 marzo) | PS3   | 10:16 | Ortega 1                 | 23.83 km  | Sébastien Ogier    | 13:58.5 | 102.31 km/h | Sébastien Ogier  |
| Frazione 1 (3–4 marzo) | PS4   | 11:04 | El Cubilete 1            | 18.87 km  | Sébastien Loeb     | 11:42.1 | 96.76 km/h  | Sébastien Ogier  |
| Frazione 1 (3–4 marzo) | PS5   | 12:12 | León Street Stage 1      | 1.33 km   | Sébastien Loeb     | 1:17.4  | 61.86 km/h  | Sébastien Loeb   |
| Frazione 1 (3–4 marzo) | PS6   | 13:47 | Alfaro 2                 | 26.01 km  | Sébastien Ogier    | 15:16.6 | 102.16 km/h | Sébastien Ogier  |
| Frazione 1 (3–4 marzo) | PS7   | 15:20 | Ortega 2                 | 23.83 km  | Sébastien Ogier    | 13:48.0 | 103.61 km/h | Sébastien Ogier  |
| Frazione 1 (3–4 marzo) | PS8   | 16:08 | El Cubilete 2            | 18.87 km  | Sébastien Loeb     | 11:33.9 | 97.90 km/h  | Sébastien Ogier  |
| Frazione 1 (3–4 marzo) | PS9   | 19:45 | Super Special 1          | 2.21 km   | Sébastien Loeb     | 1:39.7  | 79.80 km/h  | Sébastien Ogier  |
| Frazione 1 (3–4 marzo) | PS10  | 19:50 | Super Special 2          | 2.21 km   | Sébastien Ogier    | 1:37.9  | 81.27 km/h  | Sébastien Ogier  |
| Frazione 2 (5 marzo)   | PS11  | 08:54 | Ibarrilla 1              | 29.90 km  | Sébastien Loeb     | 18:25.8 | 97.34 km/h  | Sébastien Loeb   |
| Frazione 2 (5 marzo)   | PS12  | 10:17 | Duarte 1                 | 23.27 km  | Petter Solberg     | 17:57.8 | 77.72 km/h  | Sébastien Loeb   |
| Frazione 2 (5 marzo)   | PS13  | 11:08 | Derramadero 1            | 23.28 km  | Petter Solberg     | 13:58.7 | 99.93 km/h  | Sébastien Loeb   |
| Frazione 2 (5 marzo)   | PS14  | 12:11 | León Street Stage 2      | 1.33 km   | Sébastien Loeb     | 1:16.9  | 62.26 km/h  | Sébastien Loeb   |
| Frazione 2 (5 marzo)   | PS15  | 13:57 | Ibarrilla 2              | 29.90 km  | Petter Solberg     | 18:11.8 | 98.59 km/h  | Sébastien Ogier  |
| Frazione 2 (5 marzo)   | PS16  | 15:20 | Duarte 2                 | 23.27 km  | Petter Solberg     | 17:34.2 | 79.46 km/h  | Sébastien Ogier  |
| Frazione 2 (5 marzo)   | PS17  | 16:11 | Derramadero 2            | 23.28 km  | Jari-Matti Latvala | 13:49.7 | 101.01 km/h | Sébastien Ogier  |
| Frazione 2 (5 marzo)   | PS18  | 19:43 | Super Special 3          | 2.21 km   | Sébastien Loeb     | 1:38.4  | 80.85 km/h  | Sébastien Ogier  |
| Frazione 2 (5 marzo)   | PS19  | 19:48 | Super Special 4          | 2.21 km   | Sébastien Loeb     | 1:37.0  | 82.02 km/h  | Sébastien Ogier  |
| Frazione 3 (6 marzo)   | PS20  | 08:28 | Guanajuatito             | 29.13 km  | Sébastien Loeb     | 20:10.2 | 86.65 km/h  | Sébastien Loeb   |
| Frazione 3 (6 marzo)   | PS21  | 09:51 | Comanjilla               | 24.59 km  | Jari-Matti Latvala | 15:11.3 | 97.14 km/h  | Sébastien Loeb   |
| Frazione 3 (6 marzo)   | PS22  | 11:06 | Guanajuato (Power stage) | 8.28 km   | Mikko Hirvonen     | 4:40.4  | 106.31 km/h | Sébastien Loeb   |

### Power Stage
| Pos | Pilota         | Tempo  | Distacco | V. media    | Punti |
| --- | -------------- | ------ | -------- | ----------- | ----- |
| 1   | Mikko Hirvonen | 4:40.4 | 0.0      | 106.31 km/h | 3     |
| 2   | Sébastien Loeb | 4:42.5 | +2.1     | 105.52 km/h | 2     |
| 3   | Petter Solberg | 4:42.5 | +2.1     | 105.52 km/h | 1     |

## Classifiche Mondiali

### Piloti
| Pos | Pilota               | Punti |
| --- | -------------------- | ----- |
| 1   | Mikko Hirvonen       | 46    |
| 2   | Sébastien Loeb       | 37    |
| 3   | Jari-Matti Latvala   | 31    |
| 4   | Mads Østberg         | 28    |
| 5   | Petter Solberg       | 23    |
| 6   | Sébastien Ogier      | 15    |
| 7   | Henning Solberg      | 8     |
| 8   | Per-Gunnar Andersson | 6     |
| =   | Martin Prokop        | 6     |
| 10  | Juho Hänninen        | 4     |
| =   | Kimi Räikkönen       | 4     |
| 12  | Federico Villagra    | 2     |
| =   | Matthew Wilson       | 2     |
| 14  | Khalid Al Qassimi    | 1     |
| 15  | Ott Tänak            | 1     |

### Costruttori
| Pos | Team                                  | Punti |
| --- | ------------------------------------- | ----- |
| 1   | Ford Abu Dhabi World Rally Team       | 73    |
| 2   | Citroën Total World Rally Team        | 47    |
| 3   | M-Sport Stobart Ford World Rally Team | 36    |
| 4   | Petter Solberg World Rally Team       | 12    |
| 5   | ICE 1 Racing                          | 8     |
| 6   | Munchi's Ford World Rally Team        | 6     |
| =   | Team Abu Dhabi                        | 6     |
| 8   | Monster World Rally Team              | 6     |
| 9   | FERM Power Tools World Rally Team     | 4     |

### Piloti S-WRC
| Pos | Pilota        | Punti |
| --- | ------------- | ----- |
| 1   | Martin Prokop | 25    |
| 2   | Juho Hänninen | 18    |
| 3   | Ott Tänak     | 15    |
| 4   | Karl Kruuda   | 12    |